# Diodora tanneri
Diodora tanneri är en snäckart som först beskrevs av Addison Emery Verrill 1882.  Diodora tanneri ingår i släktet Diodora och familjen nyckelhålssnäckor. Inga underarter finns listade i Catalogue of Life.